# Denbighshire
Denbighshire (wal. Sir Ddinbych) – hrabstwo w północnej Walii. Graniczy od wschodu z hrabstwami Flintshire i Wrexham, od południa z Powys, a od zachodu z Conwy i Gwynedd. W 2011 roku hrabstwo liczyło 93 734 mieszkańców

## Miejscowości
Na terenie hrabstwa znajdują się następujące miejscowości (w nawiasach liczba ludności w 2011):

- Rhyl (25 149)
- Prestatyn (16 783)
- Denbigh (8514)
- Ruthin (5461)
- Rhuddlan (3709)
- Llangollen (3466)
- St Asaph (3355)
- Dyserth (2269)
- Meliden (2066)
- Bodelwyddan (1794)
- Trefnant (993)
- Henllan (862)
- Llandyrnog (747)
- Cynwyd (542)
- Corwen (477)
- Llanbedr-Dyffryn-Clwyd (306)
- Clawdd Poncen (300)